# Burg Hohenrode (Hohenrode)
Die Burg Hohenrode, auch Hünenburg genannt, bei Hohenrode im niedersächsischen Landkreis Schaumburg ist eine Ruine einer mittelalterlichen Höhen- und Wallburg im Lipper Bergland.

## Geographische Lage
Die Burg Hohenrode liegt im Naturpark Weserbergland Schaumburg-Hameln 1,4 km (Luftlinie) südsüdöstlich der Dorfkirche des Rintelner Ortsteils Hohenrode. Sie befindet sich in den zum Lipper Bergland gehörenden Rumbecker Höhen auf dem 230,2 m ü. NHN hohen Berg Hünenburg, einem Nordausläufer des Rumbecker Bergs (344,5 m). In nördlichen Richtungen fällt die Landschaft in das Tal der am Bergfuß fließenden Weser ab.

## Geschichte und Beschreibung
Bereits um 1130 hatten sich die Grafen von Roden mit der Burg Roden beim nahen Hessisch Oldendorf einen Stützpunkt oberhalb der Weser errichtet. Die Burg Hohenrode ließ Graf Konrad I. von Roden um 1170 erbauen. Unterschiedlichen Angaben zufolge zerstörten 1180 oder 1181 Schaumburger Truppen unter Graf Adolf III. von Schaumburg die Burg, da Konrad I. Parteigänger von Herzog Heinrich der Löwe war.
Die Hünenburg liegt auf einem Plateau von ca. 100 m Länge und 55 m Breite. Befestigt ist sie durch eine gemörtelte Mauer, die von einem tiefen, 12–20 m breiten Graben umgeben ist. Im Westen ist ihm eine Berme vorgelagert. Die Zugänge im Norden und Süden sind durch Vorwälle gesichert.
Das Burgareal umfasst ein etwa 55 mal 100 m großes Plateau. Befestigt ist die Anlage durch eine gemörtelte Mauer, die von einem tiefen, 12–20 m breiten Graben umgeben ist.  Die Zugänge im Norden und Süden sind durch Vorwälle gesichert. Im Innern der Anlage befinden sich trichterförmige Einsenkungen, die auf einst unterkellerte Gebäude hindeuten. Auf einem Plan von 1878 ist an der südwestlichen Längsseite ein ca. 14 × 20 m großes Mauergeviert verzeichnet, von dem ausgehend eine Richtung Nordosten laufende Mauer die Burg in zwei Hälften teilt.
Ausgrabungen fanden in den Jahren 1932 bis 1934 statt, wobei verschiedene Fundstücke aus Eisen zutage traten, wie Teile von Messern und Scheren. Bei der gefundenen Keramik ließ sich Kugeltopfware in das 12. Jahrhundert datieren, während Irdengut sowie Siegburger Steinzeug späteren Zeiträumen zugerechnet wird. Das keramische Fundmaterial bezeugt, dass die Burg nach ihrer Zerstörung von 1180 beziehungsweise 1181 bis in das 14. Jahrhundert weiter genutzt wurde. Danach wurden durch Steinraub die meisten oberirdisch sichtbaren Reste der Burg beseitigt.

## Verkehr und Wandern
Die Burgruine Hohenburg kann zum Beispiel von Hohenrode kommend erwandert werden. Am Ende der von der durch die Ortschaft führenden Landstraße (Landesstraße 433) in Richtung Süden abzweigenden Hünenburgstraße liegt ein Parkplatz. Von dort führt ein schmaler Pfad durch Wald aufwärts zur Ruine, die auch von Rinteln-Exten kommend auf einem längeren geologischen Lehrpfad erreicht werden kann.